# Radivoje Bukvić
Radivoje "Raša" Bukvić (in serbo Радивоје Буквић?) (Sombor, 11 novembre 1979) è un attore serbo.

## Filmografia
- The little world, regia di Milos Radovic (2003)
- Belgrade 011, regia di Michael Pfeifenberger (2003)
- La Californie, regia di Jacques Fieschi (2005)
- Monet, regia di Gianfranco Boldonello (2006)
- Largo Winch, regia di Jérôme Salle (2007)
- Un chat, un chat, regia di Sophie Fillieres (2008)
- Io vi troverò (Taken), regia di Pierre Morel (2008)
- La femme invisible, regia di Agathe Teyssie (2008)
- Coco Chanel and Igor Stravinski, regia di Jan Kounen (2009)
- Die Hard - Un buon giorno per morire (A Good Day to Die Hard), regia di John Moore (2013)
- La Fleur de l'âge, regia di Nick Quinn (2013)
- Orage, regia di Fabrice Camoin (2014)
- The Transporter Legacy, regia di Camille Delamarre (2015)
- Il traditore tipo (Our Kind of Traitor), regia di Susanna White (2016)